# Kein Satō
Kein Satō (japanisch 佐藤 恵允 Satō Kein; * 11. Juli 2001 in Setagaya, Präfektur Tokio) ist ein japanischer Fußballspieler.

## Karriere

### Verein
Kein Satō erlernte das Fußballspielen in der Schulmannschaft der Jissen Gakuen High School sowie in der Universitätsmannschaft der Meiji-Universität. Im Juli 2023 ging er nach Deutschland. Hier schloss er sich in Bremen der zweiten Mannschaft des Erstligisten Werder Bremen an. Mit der Mannschaft spielte er 19-mal in der Regionalliga Nord. Im Januar 2025 kehrte er nach Japan zurück. Hier unterschrieb er in der Präfektur Tokio einen Vertrag beim Erstligisten FC Tokyo. Sein Erstligadebüt gab er am 15. Februar 2025 (1. Spieltag) im Auswärtsspiel gegen den Yokohama FC. Bei dem 1:0-Auswärtserfolg wurde er in der 75. Minute für Kota Tawaratsumida eingewechselt.

### Nationalmannschaft
Kein Satō spielte in verschiedenen Junioren-Nationalmannschaften. Mit der Olympia-Auswahl nahm er an den Olympischen Sommerspielen 2024 in Paris teil. Hier erreichte er mit der Mannschaft das Viertelfinale, wo man sich jedoch der Mannschaft von Spanien mit 3:0 geschlagen geben musste.